# 이우현 (1923년)
이우현(1923년~1984년 4월 27일)은 대한민국의 정치인이다. 제7·8대 국회의원을 지냈다.

## 역대 선거 결과
|  | 69.29% |

|  | 55.60% |

|  | 14.63% |